# 苹果皮
蘋果皮是一種適用於蘋果公司生產的iPod touch/iPhone使用的内置SIM卡插槽的附加電子產品，创意及原產自中國大陸，可以使越狱后的iPod touch/iPhone增加撥打電話、收發信息和数据上网的功能，当苹果皮与iPhone一起使用的时候，会令iPhone变成一部双卡双待或三卡三待的手机。
在苹果皮刚出现的时候，中兴通讯也有在美国Sprint运营商推出类似苹果皮的产品，但它其实是一个外形为iPod touch外壳的Mifi，并不通过数据接口相连接，也只能提供WiFi而无法提供语音/短信通信等功能。

## 現有品牌

### 蘋果皮520
苹果皮520，是由一对河南兄弟无意中研制的手机配件，並由衍生科技生產，該產品一直被視為蘋果皮的鼻祖，由话筒、听筒、天线、电池和SIM卡槽组成，可以让iPod touch具备通话、收发短信的功能，而GPRS上网功能则尚未被集成进来。iPod touch与苹果皮的价格总和比iPhone要低，因此受到iPod touch用户的欢迎。

## 法律和社会问题
有律师认为，苹果皮侵犯了iPod touch的著作权和iPhone的专利权。另外，因为当时中国大陆的知识产权意识薄弱，加上相关的法规不完善，在苹果皮520上市之前，已经有厂家抄袭并生产出来。